# İsmet Taşdemir
İsmet Taşdemir (Iğdır, 1º gennaio 1974) è un allenatore di calcio ed ex calciatore turco, di ruolo centrocampista.

## Palmarès

### Allenatore

#### Competizioni nazionali
- TFF 2. Lig: 1

Bodrum: 2022-2023
- TFF 1. Lig: 1

Kocaelispor: 2024-2025